# Neuromancer
Neuromancer — компьютерная игра в жанре Quest/RPG. Создана Interplay Productions в 1988 году и издана Mediagenic (сейчас известна как Activision). Дизайном занимались Брюс Бэлфур, Майкл Стэкпол, Брайан Фарго и Трой Майлс, также отвечавшим за программирование.
Сюжет достаточно близок к одноимённой книге Уильяма Гибсона, Neuromancer — игрок не мог играть за самого Кейса, но мог встретить как его самого, так и Молли. Действие проходит как в реальном мире, так и в киберпространстве. Саундтрек — песня арт-рок группы Devo «Some Things Never Change». Права принадлежат Тимоти Лири.
Игра признана одной из 150 Лучших игр всех времён журналом Computer Gaming World.

## Сюжет
Действие игры происходит в 2058 году, в японском городе Тиба. Вокруг протагониста начитают происходить странные вещи, связанные с внезапными исчезновениями его друзей и друзей других киберковбоев. Поиск истины осложняется финансовыми неурядицами, в результате которых герой вынужден заложить свою деку. Первый квест как раз связан с поиском денег для выкупа.
Игра представляла собой синтез традиционной адвенчуры, действие которой происходившей в Тибе, и боёв в киберпространстве, причём разные локации города вели в разные участки сети. Основой кибербоя был взлом льда, целью чего было добраться до охраняемых им ИИ. Игра давала богатые возможности для модификации собственного тела, например, вставить чипы, увеличивающие способности к взлому, или продать почку за некую сумму денег.